# Bata-Bata
Bata-Bata – miasto w Angoli, w prowincji Huíla.